# Wilhelm Forsberg
Fredrik Wilhelm Forsberg (ur. 12 marca 1862 w Ölme, zm. 25 grudnia 1939 w Göteborgu) – szwedzki żeglarz, olimpijczyk.
Na regatach rozegranych podczas Letnich Igrzysk Olimpijskich 1912 wystąpił w klasie 10 metrów zajmując 4 pozycję. Załogę jachtu Marga tworzyli również Erik Waller, Arvid Perslow, Erik Lindén, Björn Bothén i Bertil Bothén.